# Brucheiser penai
Brucheiser penai is een insect uit de familie van de dwerggaasvliegen (Coniopterygidae), die tot de orde netvleugeligen (Neuroptera) behoort. 
De wetenschappelijke naam Brucheiser penai is voor het eerst geldig gepubliceerd door Riek in 1975.